# Рис Боуен
Джанет Куин-Харкин (на английски: Janet Quin-Harkin) е много плодовита английско-американска писателка, авторка на произведения в жанровете исторически трилър, исторически роман, криминален роман, фентъзи и любовен роман. Пише и под псевдонима Рис Боуен (на английски: Rhys Bowen) и Джанета Джонс (Janetta Johns).

## Биография и творчество
Родена е на 24 септември 1941 г. в Бат, Съмърсет, Англия. Публикува първия си разказ на 16-годишна възраст. Завършва през 1963 г. с отличие и бакалавърска степен Лондонския университет. Специализира в Университета в Кил и Фрайбургския университет.
След дипломирането си от 1963 г. работи в отдела за драма за Би Би Си в Лондон. После се премества в Австралия и работи за австралийската телевизия в Сидни. Там се запознава със съпруга си, за когото се омъжва през 1966 г, и заедно с него се премества в САЩ в района на залива на Сан Франциско. Там в периода 1971 – 1976 г. дава уроци по танци и драма. Нямайки стабилна работа, се насочва към писане на книги. През 1976 г. е публикувана първата ѝ книжка с картинки „Питър Пени“. От 1980 г. изцяло се посвещава на писателската си кариера.
През 1981 г. пише първата от началните 6 книги, с които издателство „Bantam“ стартира юношеската поредица „Sweet Dreams“. Авторка е на над 100 романа за възрастни и за деца и юноши.
В периода 1988 – 1995 г. работи и като преподавател по творческо писане в Доминиканския колеж в Сан Рафаел, Калифорния. Тя е основател и бивш директор на Детския малък театър на Сан Рафаел.
В края на 90-те години започва да пише исторически трилъри за възрастни под псевдонима Рийс Боуен. През 1997 г. стартира поредицата си за приключенията на полицая от уелската полиция на Евън Еванс. През 2001 г. започва поредицата „Моли Мърфи“ с главна героиня ирландската имигрантка Моли Мърфи, живяла в Ню Йорк в началото на 1900 г. През 2007 г. е началото на поредицата „Шпионката на краля“ с героиня британската аристократка Лейди Джорджиана, живяла през 1930-те години в Англия. Голяма част от романите са бестселъри на „Ню Йорк Таймс“ и са номинирани и удостоени с наградите „Агата“ и „Макавити“.
Джанет Куин-Харкин живее със семейството си в Калифорния.

## Произведения

### Като Джанет Куин-Харкин

#### Самостоятелни романи
- Lovebirds (1984)
- Winner Take All (1984)
- Wanted: Date for Saturday Night (1985)
- Write Every Day (1986)
- Madam Sarah (1989)
- Fool's Gold (1991)
- Golden Dreams (1991)
- My Phantom Love (1992)
- On My Own (1992)
- Amazing Grace (1993)
- The Secrets of Lake Success (1993)
- Trade Winds (1993)
- The Apartment (1994)
- The Sutcliffe Diamonds (1994)
- Heartbreak Cafe (1994)
- The King and I (1999)

#### Участие в общи серии с други писатели
- Sweet Dreams
- Caprice
- On Our Own
- Sweet Dreams Special
- Portraits
- Loop
- Love Stories
- Full House Stephanie
- Enchanted Hearts
- True Love

### Като Рис Боуен

#### Самостоятелни романи
- In Farleigh Field (2017) – награда „Агата“ за най-добър исторически роман
- The Tuscan Child (2018)
Писмо до Тоскана, изд.: ИК „Кръгозор“, София (2018), прев. Даниела Гамова
- The Victory Garden (2019)
Градината на билките, изд.: ИК „Кръгозор“, София (2019), прев. Татяна Виронова

#### Серия „Моли Мърфи“ (Molly Murphy)
1. Murphy's Law (2001) – награда „Агата“ за най-добър роман
2. Death Of Riley (2002)
3. For the Love of Mike (2001)
4. In Like Flynn (2005)
5. Oh Danny Boy (2006) – награда „Макавити“ за най-добър исторически роман
6. In Dublin's Fair City (2007)
7. Tell Me, Pretty Maiden (2008)
8. In a Gilded Cage (2009)
9. The Last Illusion (2010)
10. Bless the Bride (2011)
11. Hush Now, Don't You Cry (2012)
12. The Family Way (2013)
13. City of Darkness and Light (2014)
14. The Edge of Dreams (2015)
15. Away in a Manger (2015)
16. Time of Fog and Fire (2016)
17. The Ghost of Christmas Past (2017)

#### Серия „Шпионката на краля“ (Royal Spyness)
1. Her Royal Spyness (2007)
2. A Royal Pain (2008) – награда „Макавити“ за най-добър исторически роман
3. Royal Flush (2009)
4. Royal Blood (2010)
5. Naughty In Nice (2011) – награда „Агата“ за най-добър исторически роман
6. The Twelve Clues of Christmas (2012)
7. Heirs and Graces (2013)
8. Queen of Hearts (2012) – награда „Агата“ за най-добър исторически роман
9. Malice at the Palace (2015)
10. Crowned and Dangerous (2016)
11. On Her Majesty's Frightfully Secret Service (2017)
12. Four Funerals and Maybe a Wedding (2018)
13. Love and Death Among the Cheetahs (2019)